# Charles Voysey
Ne doit pas être confondu avec Charles Voysey (architecte).
Charles Voysey (1828-1912) était un vicaire anglican condamné pour hérésie par le Privy Council qui fonda ensuite une Église théiste.

## Biographie
En 1865, il publia ses sermons (The Sling and the Stone) dans lesquels il refusait les idées de péché originel et de châtiment éternel ainsi que la divinité du Christ et le Repentir. Il déclarait aussi que la Bible n'était pas la parole divine. Il allait ainsi à l'encontre de la doctrine anglicane officielle. Il fut d'abord chassé de son vicariat dans Whitechapel à Londres et nommé à celle de Healaugh dans le Yorkshire. La hiérarchie anglicane lui proposa un compromis : il retirait son texte et gardait ses revenus (£100 par an et 20 acres de terre) pour nourrir sa femme, ses huit enfants et sa mère malade.
Il refusa et l'archevêque d'York, William Thomson le destitua en 1869. Il fit alors appel. Le Comité judiciaire du Privy Council ne pouvait que rejeter cet appel. C'est ce qu'il fit en 1871 en y ajoutant une condamnation pour hérésie. Cependant, on lui laissait une semaine pour se rétracter afin de conserver son vicariat et ses maigres revenus. Il refusa afin de ne pas paraître hypocrite. Son combat lui apporta une relative célébrité. Sa plaidoirie devant l'archevêque d'York fut un relatif succès de librairie. Il fit une longue tournée de conférences à travers l'Angleterre et l'Écosse. À chaque fois, une collecte de fonds avait lieu. Les sommes réunies furent suffisantes pour lui permettre, après avoir quitté l'Église anglicane, de fonder une Église théiste.
Il se lia alors d'amitié avec la jeune Annie Besant qui était venue l'écouter prêcher. Il lui présenta diverses personnalités libres-penseurs de Londres, comme l'éditeur Thomas Scott qui publiait des pamphlets rationalistes ou républicains, l'indianiste John Muir, le réformateur socialiste Charles Bray ou l'évêque du Natal John William Colenso, défenseur de la cause des Zoulous.
Son fils aîné est l'architecte et designer C. F. A. Voysey.